# 萝卜
蘿蔔，别名莱菔、蘆菔、菈𦿚（音同“拉沓”），在中國福建下路地區、潮汕地區、四縣與台灣俗稱菜頭（台羅：tshài-thâu），为十字花科萝卜属草本植物，是野萝卜的亚种。
蘿蔔的根部是最常见的蔬菜之一，但實際上整株植物均可食用。目前有專門食用葉子的品種，稱為“葉蘿蔔”。种子称为莱菔子，是常用的中药。
蘿蔔分為白蘿蔔、青蘿蔔和櫻桃蘿蔔三種。而胡蘿蔔為繖形科胡蘿蔔屬，而非十字花科蘿蔔屬；芜菁为十字花科芸薹属，亦非萝卜的一种。

## 名稱
關於上述植物的名稱，下表為它們在多國語言中的對照。

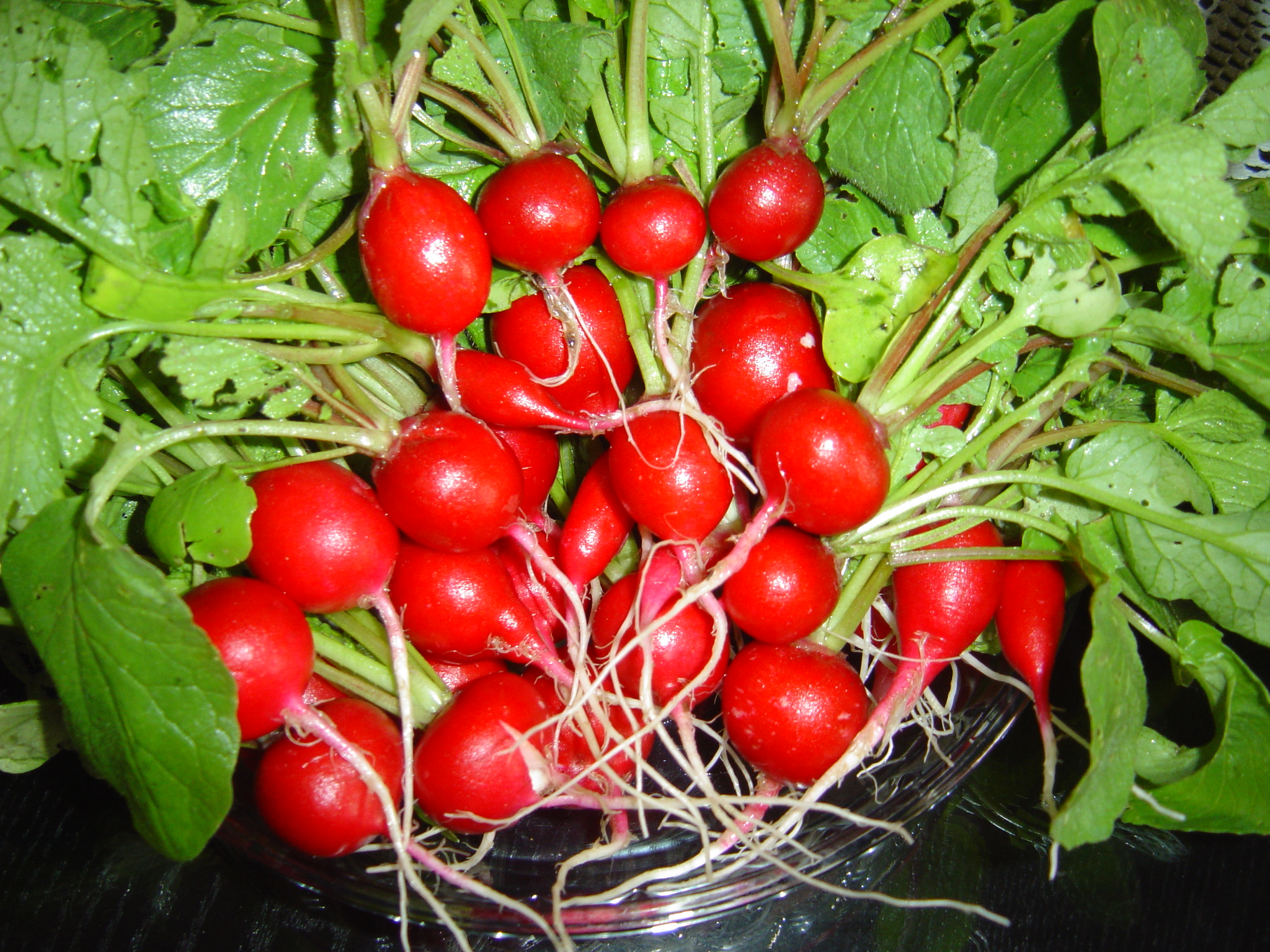
櫻桃蘿蔔

| 拉丁文學名 | 漢語官話     | 朝鮮語   | 越南語     | 日語 | 日語古名 | 英語       |
| ---------- | ------------ | -------- | ---------- | ---- | -------- | ---------- |
|            | 胡蘿蔔紅蘿蔔 | （）（） | 音譯自法語 |      | （）（） |            |
|            | 蘿蔔白蘿蔔   | （）     | （）       |      | （）     | 音譯自日文 |

## 種類
蘿蔔的品種極多，常依根部顏色來區分為：白皮白肉；紅皮白肉、紅皮紅肉；青皮白肉、青皮青肉、青皮紅肉；另有黃皮、紫皮、黑皮等。也可以葉形區分為：裂葉（缺裂多而顯著）、板葉（缺裂較少）。
- 白蘿蔔：是東亞最常見的蘿蔔，也是體積較大的一種，也叫耙齿萝卜。日文稱其為「大根」。它的形狀和胡蘿蔔甚為相似，味道不甚濃烈。可以蒸、煎，或作為湯料。蘿蔔也可以製成較複雜的食物，如蘿蔔糕或以蘿蔔絲為餡料的酥餅。在台灣，常稱之為「菜頭」(tshài-thâu)，因音近似「彩頭」而帶有好彩頭的吉祥象徵。
- 青蘿蔔：顧名思義，是根部呈青綠色的蘿蔔。可以醃漬、鮮食，也可以作為湯料。内部呈紫红色的称为“心里美”。
- 櫻桃蘿蔔：歐美各地最常見的蘿蔔，體積較白蘿蔔小，根徑約3厘米，播种至采收只需20几天，可以醃漬或鮮食。

## 芜菁与萝蔔
芜菁与萝蔔同属十字花科，并且萝蔔部分品种跟芜菁的形状很相似，都是圆球状。但是，芜菁为芸薹属，萝蔔则是萝蔔属。小颗芜菁的肉质较为硬，水分较少，芜菁成熟后肉质较为松软，所以可作为主食加以食用；而萝蔔成熟后脆嫩多汁。尽管存在这些不同之处，两者在药用、食用价值上却十分接近。

## 種植
很多從事個人種植的人都喜歡種植蘿蔔，因為蘿蔔較容易種植和取得收成。

## 進食

### 營養
蘿蔔是秋冬當造的時令蔬果，含有少量營養，包括維他命A、B、C、D及E。事實上，各種蘿蔔都含有這些營養素，但以白蘿蔔最多。白蘿蔔含有醣類、維生素C、木質素，以及多種酶等，其中木質素可以刺激肌體免疫力，提高巨噬細胞的活性；辛辣的萝卜皮中含有相当多的异硫氰酸酯类物质。吸收後進入血液當中，可促進新陳代謝功能。而因為白蘿蔔性味較涼，所以還有清熱氣、解毒的功效。葉子的部分有著相當於綠黃蔬菜的豐富營養，還有能防止老化的抗氧化物質β-胡蘿蔔素及鈣質與鐵質等礦物質。

### 製品
- 蘿蔔乾、蘿蔔乾絲。
- 蘿蔔葉也可以替代芥菜用來醃製雪裡蕻。